# Reineryus Bontius
Reineryus Bontius (sinonímia Regnerus Bontius, Reiner de Bondt; * 1576 nasceu em Leiden e morreu em 23 de junho de 1623 na mesma cidade) foi um médico holandês.
Segundo filho de Gerardus Bontius, matriculou-se como Estudante de Literatura em 12 de Fevereiro de 1590 na Universidade de Leiden.
Ali, estudou filosofia, matemática e astronomia com Rudolph Snellius. A pedido de seu pai, estudou medicina com Johannes Heurnius e Petrus Pavius. Em 28 de Agosto de 1599 defendeu tese sob o título De Pleuritide. Em 16 de Agosto daquele ano formou-se em Medicina e 11 de Outubro assumiu o cargo de Professor de Filosofia da Universidade de Leiden. Sua reputação como médico cresceu tanto que os curadores da Universidade de Leiden decidiram nomeá-lo, em 8 de Fevereiro de 1606, Professor extraordinário de Medicina.
Em 1617 tornou-se Professor de Medicina e em maio de 1621 foi nomeado médico pessoal do príncipe Maurício de Orange e mais tarde Professor de Medicina sendo substituído por Adrianus van Valckenburg (1581-1650) quando do seu falecimento. Participou ativamente no trabalho de organização da Universidade de Leiden, tornando-se Reitor em 1619-1621. 
Não deixou escritos médicos. No entanto, é de sua autoria uma descrição sobre o cerco da cidade de Leiden de 27 de Maio a 3 de Outubro de 1574.
Ele encontrou o seu lugar de descanso final na Igreja de São Pedro de Leiden.